# Trisopterus luscus
La busbana bruna (Trisopterus luscus), conosciuta anche come busbana francese (Regolamento (CE) N. 1581/2004) o merluzzetto bruno o merluzzo francese, è un pesce di mare della famiglia Gadidae.

## Distribuzione ehabitat
Si tratta di una specie a distribuzione settentrionale, diffusa dalle coste del sud della Norvegia alla Manica ed al golfo di Guascogna, compreso il mar del Nord. La sua sporadica presenza nel mar Mediterraneo è dubbia.

Vive su fondi duri circoscritti e circondati dalla sabbia, come relitti o scogli isolati del largo, tra 10 e 300 metri di profondità.

## Descrizione
Questo pesce ha l'aspetto tipico dei Gadiformes e abbastanza simile a quello del merluzzo, con tre pinne dorsali, due pinne anali e un barbiglio sotto il mento. La prima e l'ultima pinna dorsale sono assai più brevi della mediana, così come la pinna anale anteriore misura più del doppio della posteriore, le due pinne anali sono contigue. Le pinne pettorali sono piccole e anche le pinne ventrali non sono particolarmente sviluppate. La pinna caudale ha bordo troncato. L'occhio è piuttosto piccolo. La sagoma complessiva è abbastanza sviluppata in altezza. Si distingue dall'affine merluzzetto per alcuni particolari, come gli occhi più piccoli e il corpo più alto, per la caratteristica colorazione e per avere le pinne anali separate da un piccolo spazio.

Il colore è bruno rossiccio, disposto a larghe fasce brune separate da brevi fasce più chiare, il ventre può essere bianco; una piccola macchia nera è posta all'ascella delle pinne pettorali.

Misura fino a circa 30 cm, eccezionalmente fino a 46 cm.

## Alimentazione

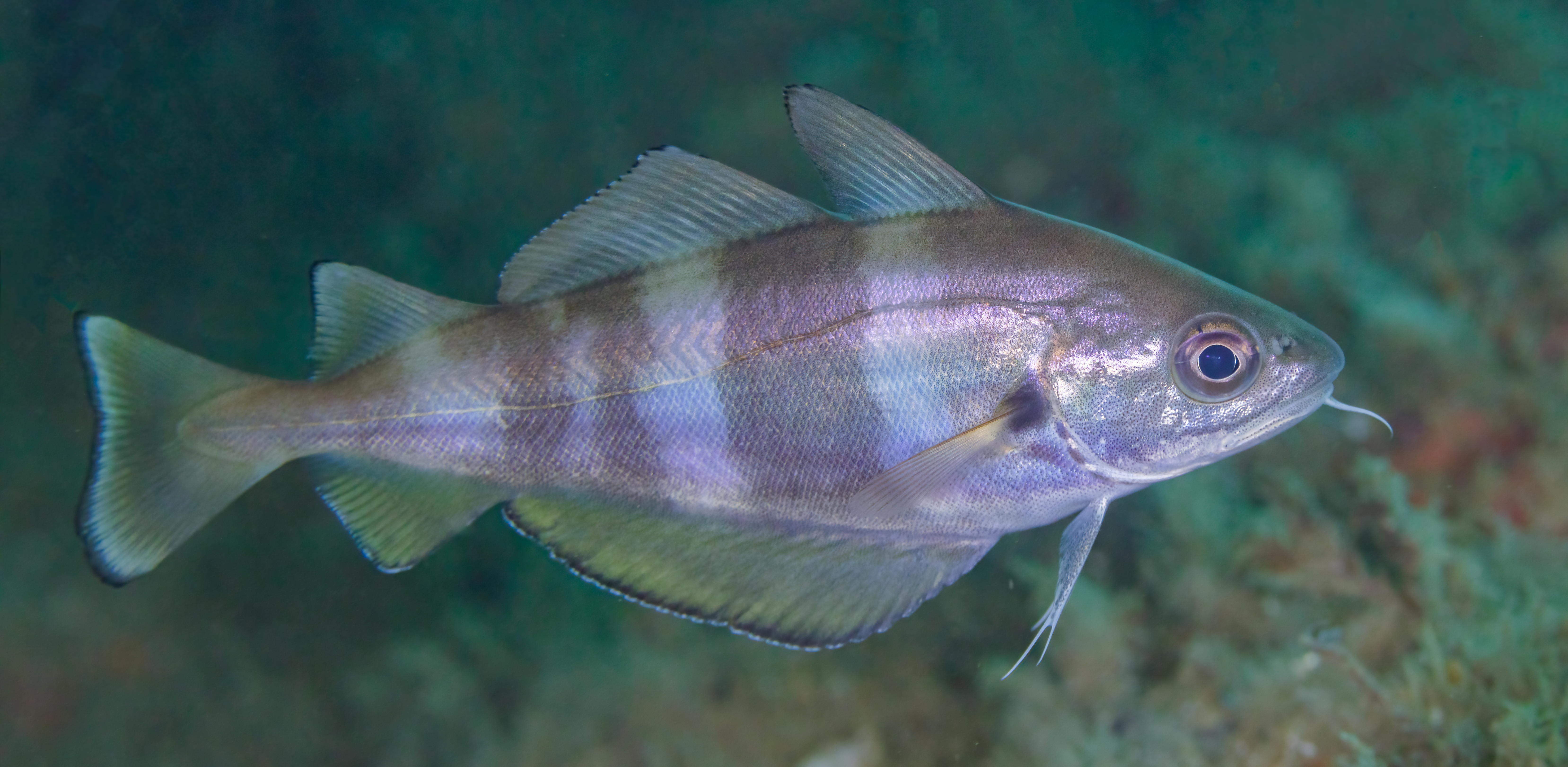
Un esemplare fotografato nel Parque Natural da Arràbida, in Portogallo.

Si ciba di invertebrati bentonici come molluschi e crostacei; gli esemplari grandi predano anche pesciolini e piccoli cefalopodi.

## Riproduzione
Avviene in primavera ma si può protrarre fino a fine estate. I giovani esemplari formano fitti banchi e vivono in acque basse.

## Pesca
Questa specie viene spesso catturata con le reti a strascico ma non ha importanza commerciale, a causa delle piccole dimensioni, nonostante che le sue carni siano simili a quelle del vero merluzzo.